# Idiocera (Idiocera) orthophallus
Idiocera (Idiocera) orthophallus is een tweevleugelige uit de familie steltmuggen (Limoniidae). De soort komt voor in het Palearctisch gebied.